# 北谷遺跡
北谷遺跡（きたやついせき）は、群馬県高崎市引間町にある古墳時代の首長（豪族）居館跡の遺跡である。日本で初めて発見された同時代首長居館として有名な三ツ寺Ⅰ遺跡の北東3キロメートルにあり、規模や形態が類似し、ともに榛名山の扇状地末端の湧水地帯に位置している。2005年（平成17年）に国の史跡に指定された。2020年（令和2年）3月10日、追加指定。

## 概要
居館域は、染谷川水系の2つの谷に挟まれた台地を、谷を結ぶ形で南北方向にたち割って濠を造ることで区画して形成されている。
2000年（平成12年）7月に民間開発に伴い当時の群馬町（現・高崎市）教育委員会が試掘調査を行い遺跡の存在が確認され、2004年（平成16年）3月まで発掘調査された。
平面形は1辺90メートル四方の方形を基調とし、本体側の谷や濠の斜面には基盤層に含まれる角礫を用いた石積みが施されていることが判明した。南側を除く三方には2か所の張出しが発見された。濠は、幅が30メートル以上、深さも3メートル以上ある大規模なものであった。
北側と東側の濠は土橋状の施設によって隔てられていて、北側と西側の濠には水が貯えられていたと考えられる。これは、湧水をせき止めて濠に貯水したと考えられている。
また、北谷遺跡、三ツ寺Ⅰ遺跡ともに、居館跡の中には、井戸や石敷き施設が発見されており、水に関わる祭祀を行ったことが想定されている。
5世紀後半に形成され始め、6世紀初頭の榛名山噴火後に廃絶しており、規模や形態だけでなく、三ツ寺Ⅰ遺跡と同じ成立動機で形成された同時代首長の遺跡と考えられている。